# Lawrence DeLucas
Lawrence DeLucas (ur. 11 lipca 1950 w Syracuse) – amerykański biochemik i astronauta.

## Życiorys
W 1974 ukończył studia chemiczne na University of Alabama at Birmingham, w 1981 doktoryzował się z optometrii, a w 1982 z biochemii. Później został adiunktem University of Alabama at Huntsville,  University of Alabama at Birmingham i University of Alabama. Pracuje w różnych instytutach i centrach naukowych. Opublikował ponad 104 artykuły naukowe i jest współautorem dwóch książek oraz współautorem 25 patentów. Jest członkiem Amerykańskiego Towarzystwa Krystalografii, Amerykańskiej Akademii Optometrii, Amerykańskiego Instytutu Aeronautyki i Astronautyki, Narodowego Towarzystwa Aeronautycznego, Organizacji Biotechnologii Przemysłowej i Amerykańskiego Towarzystwa Nauk Farmaceutycznych. 6 sierpnia 1990 został wyselekcjonowany jako kandydat na astronautę, po przejściu szkoleń i kursów odbył jako specjalista ładunku lot kosmiczny w ramach misji STS-50 od 25 czerwca do 9 lipca 1992, trwającej 13 dni, 19 godzin i 30 minut. Otrzymał Medal za Lot Kosmiczny.